# Ignacio Wang
Ignacio Chung Wang (Ignatius Chung Wang) (Pekín, 27 de febrero de 1934) es un obispo estadounidense de la Iglesia católica. Es obispo auxiliar emérito de la Arquidiócesis de San Francisco

## Biografía
Ignacio Chung Wang nació en Pekín, República Popular de China, el 27 de febrero de 1934. Ordenado el 30 de enero de 2003 como obispo titular de Sitipa, Wang es el primer asiático-americano y chino estadounidense en ser nombrado para el cargo de obispo. Se desempeñó como Obispo Auxiliar de la Arquidiócesis de San Francisco del 2002 al 2009.
El 16 de mayo de 2009, el Papa Benedicto XVI recibió la renuncia del obispo Wang, de acuerdo con los cánones 411 y 401, párrafo. 1 del Código de Derecho Canónico.